# Star 266
Le Star 266 est un camion polonais fabriqué entre 1973 et 2000 par Fabryka Samochodów Ciężarowych „Star”. Il est le successeur du Star 660.

## Historique

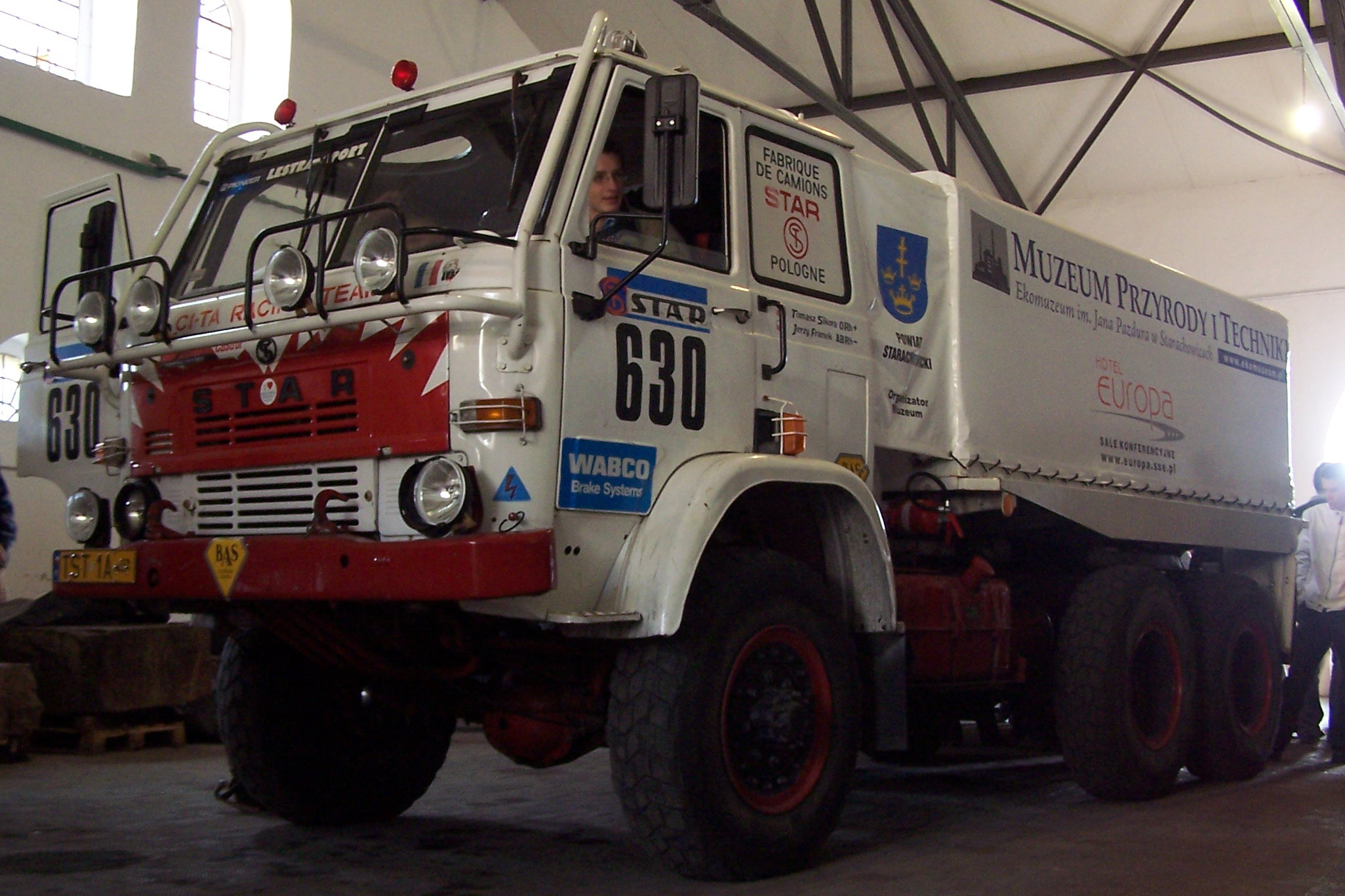
Star 266, ayant participé au Paris Dakar. Exposé au Muzeum Przyrody i Techniki à Starachowice

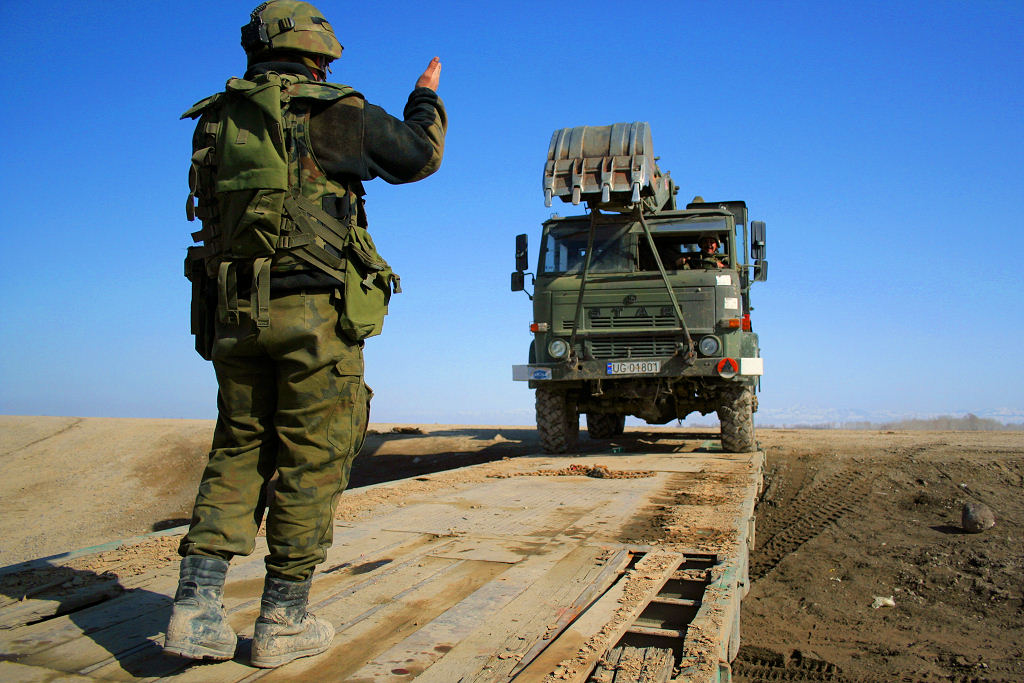
Star 266 en Afghanistan

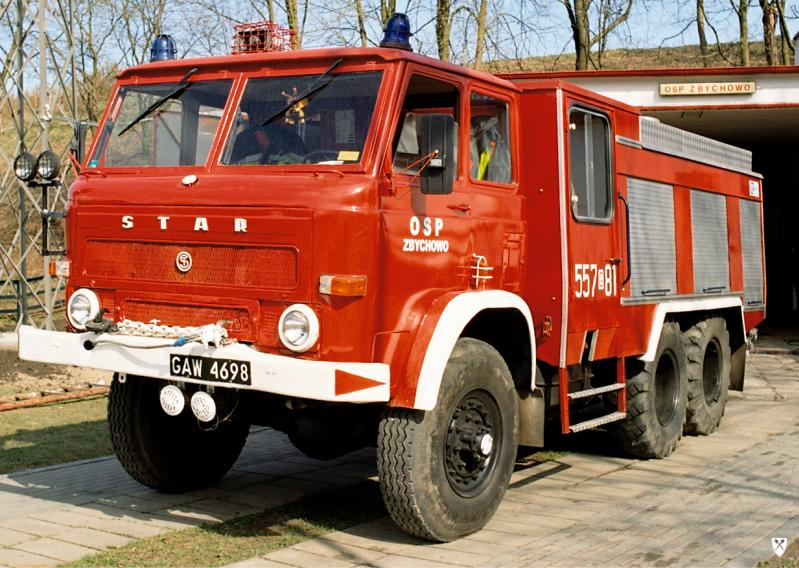
Star 266 camion de pompier

En 1968 au centre de recherche et développement de la FSC de Starachowice, au Bureau de construction de l'industrie automobile (Biuro Konstrukcyjne Przemysłu Motoryzacyjnego) de Varsovie ainsi qu'à l'Institut militaire technique des automobiles blindés (Wojskowy Instytut Techniki Pancernej i Samochodowej) à Sulejówek commencent des travaux sur un nouveau camion tout-terrain afin de remplacer le Star 660 fabriqué depuis 1965. Le premier prototype de Star 266 est prêt en 1969. Les essais sur route des prototypes se déroulent entre 1970 et 1973.
La production en série du Star 266 commence en 1973. Il est monté sur un châssis en H soudé, réalisé avec des tôles embouties. Il est propulsé par un moteur diesel 6 cylindres de 6 840 cm3 développant une puissance de 150 ch.
La cabine est équipée de deux trappes sur le toit et d'une couchette. En 1985 la calandre a été modifiée. L'espace de chargement existe en deux versions : le type 663 est une caisse métallique éclairée avec la ridelle arrière basculante, couverte de toile, équipée d'une installation sonore permettant de communiquer avec la cabine. Dans le type 673 les ridelles latérales et arrière sont basculantes.
Le Star 266 permet un franchissement à gué de 120 cm (sans préparation préalable) et de 180 cm après préparation. Il est capable de fonctionner dans l'humidité de 98 %.
En 1988 deux Star 266 participent au Paris Dakar, les deux équipages (Jerzy Franek avec Tomasz Sikora et Jerzy Mazur avec Julian Obrocki) ont atteint la ligne d'arrivée.
Après l'acquisition de FSC Star par la société MAN l'usine de Starachowice lance les modèles Star 944 et Star 1466. La production du Star 266 s'arrête en 2000.

## Différentes versions
- 117 AUM fourgon
- Hydros R-061 grue mobile
- ŻSH-6S grue mobile
- K-407B pelleteuse
- R 137B et R140M camion radio
- 750 Sarna dépanneuse
- ADK-11 camion de commandement
- GD-2 générateur de fumée
- WUS-3 camion de désinfection chimique

## À l'étranger
Le Star 266 a été exporté dans les pays suivants:
Angola (2785 exemplaires livrés entre 1977 et 1981), Birmanie (106 en 1990), Yémen (550 en 1999-2000), Libye (650 en 1986), Hongrie (174 en 1986-89) et URSS (394 en 1987-1989).

## Aux musées
Le Star 266 est exposé aux musées suivants:
- Muzeum Techniki Militarnej i Użytkowej (Musée de la Technique militaire et utilitaire) (en état de marche)[3]
- Muzeum Przyrody i Techniki w Starachowicach (Musée de la Technique et de la nature) à Starachowice
- Musée de la technique militaire GRYF[4]